# Nobody (Keith Sweat)
Nobody is een nummer van de Amerikaanse R&B-zanger Keith Sweat uit 1997, in samenwerking met de Amerikaanse zangeres Athena Cage. Het is de tweede single van Sweats titelloze vijfde studioalbum.
"Nobody" werd een grote hit in de Verenigde Staten, waar het de 3e positie behaalde. In Europa wist het alleen in het Verenigd Koninkrijk, IJsland en Nederland de hitlijsten te behalen. In de Nederlandse Top 40 wist het nummer de 12e positie te bereiken.